# 🇬🇺
🇬🇺 is een Unicode vlagsequentie emoji die gebruikt wordt als regionale indicator voor Guam. De meest gebruikelijke weergave is die van de vlag van Guam, maar op sommige platforms (waaronder Microsoft Windows) ziet men de letters GU.
De vlagsequentie is opgebouwd uit de combinatie van de Regional Indicator Symbols 🇬 (U+1F1EC) en 🇺 (U+1F1FA), tezamen de ISO 3166-1 alpha-2 code GU voor Guam vormend.
Deze emoji is in 2010 geïntroduceerd met de Unicode 6.0-standaard.

## Gebruik

De landsvlag van Guam

Deze emoji wordt gebruikt als regionale aanduiding van Guam.

## Codering

De Emoji One-implementatie

### Unicode
In Unicode vindt men de 🇬🇺 met de codesequentie U+1F1EC U+1F1FA (hex).

### Shortcode
Er zijn shortcodes  voor 🇬🇺; in Github kan deze opgeroepen worden met :guam:,  in Slack kan het karakter worden opgeroepen met de code :flag-gu:.